# Hořec tolitovitý
Hořec tolitovitý (Gentiana asclepiadea) je středně vysoká, modře kvetoucí horská bylina, jeden z několika druhů rodu hořec, které se v přírodě České republiky vyskytují.

## Rozšíření
Tento druh chladných poloh se vyskytuje od východních Pyrenejí, přes Alpy a Krkonoše do Karpat a odtud přes Balkánský poloostrov do oblasti Kavkazu a Malé Asie. V České republice se přirozeně vyskytuje především v Krkonoších, Jizerských horách, Moravskoslezských Beskydech a v Javorníkách. V minulosti byl lidským přičiněním vědomě či nevědomě rozšířen do Krušných hor, na Ještěd, Šumavu, do Novohradských hor a do Hrubého Jeseníku i dalších míst v nižších polohách (např. park v Průhonicích).
Jeho přirozeným prostředím v ČR jsou chladné oblasti mezofytika a oreofytika, kde se vyskytuje až do nadmořské výšky téměř 1500 m, v Alpách roste i přes 2000 m vysoko. Vyrůstá v osluněných karech, na horských loukách, na lesních pasekách i podél smrkových a bukových lesů. Vyžaduje slabě kyselou půdu s dostatkem živin, světla a vzdušné vlhkosti, nesnáší dlouhodobé vyschnutí nebo zamokření.

## Popis
V trsech vyrůstající trvalka s tlustým válcovitým oddenkem nahnědlé barvy z kterého rostou zkroucené kořeny obsahující hořčiny. Z oddenku vybíhá lodyha která může být vzpřímená (na osvětlením stanovišti) nebo poléhavá (ve stínu), dorůstá do výše 30 až 70 cm. Lodyha je rovnoměrně olistěná křižmostojnými, přisedlými, kopinatými až vejčitě kopinatými a na konci zašpičatělými listy 5 až 8 cm dlouhými a 2,5 až 4 cm širokými které mají výraznou síťnatou žilnatinu s 5 vystouplými žilkami.
Oboupohlavné, pětičetné, dlouze stopkaté květy, které bývají obvykle barvy azurově modré až modrofialové či vzácně bílé, vyrůstají osamoceně nebo ve svazečcích po dvou až třech z úžlabí listů v horní části lodyhy a dohromady vytvářejí úzký a na nakloněné lodyze jednostranný hrozen. Zvonkovitý zelený kalich je pouze 15 až 22 mm dlouhý. Srostloplátečná, kyjovitě zvonkovitá koruna má korunní trubku dlouhou 3 až 5 cm která je na vrcholu zúžená. Její cípy jsou trojhranné špičaté a mají v záhybech po jednom tupém zubu. Tyčinky jsou srostlé, semeník má krátkou stopku, čnělka je malá a laloky blizny jsou nazpět zahnuté.
Hořec tolitovitý obvykle kvete od července do října, jeho květy se otevírají mezi osmou a devátou a zavírají mezi sedmnáctou a osmnáctou hodinou, opylován bývá létajícím hmyzem. Ve vyšších polohách, kde je při chladném a deštivém počasí nedostatek opylovačů, je schopen samoopylení. Plodem jsou na stopkách rostoucí podlouhlé tobolky v dolní části zúžené. Obsahují zploštělá okřídlená semena černé barvy která jsou až 2 mm dlouhá a 1,6 mm široká a mají síťnaté osemení. Semena slouží ke spolehlivému rozšiřování druhu do okolí, většinou raší na jaře kdy je dostatek vláhy.

## Ohrožení
Hořec tolitovitý je jako ohrožený druh
(§3) chráněn zákonem podle přílohy Vyhlášky MŽP ČR č. 395/1992 Sb. ve znění vyhl. č. 175/2006 Sb., shodně je zařazen i v „Červeném seznamu cévnatých rostlin České republiky: třetí vydání“ kde je veden v kategorii (C3).

## Význam
Hořec tolitovitý sloužil v minulosti pro ochucování likérů, jeho kořen obsahuje hořčiny, hlavně amarogencin. V současné době, kdy je chráněn zákonem i v okolních zemích, má význam pouze jako jedna z nejkrásnějších vyšších rostlin našich hor. Je stylizovaně zobrazen (spolu se zvonkem českým) ve znaku Krkonošského národního parku. Používá se v okrasných zahradách jako skalnička, semena lze zakoupit ve specializovaných prodejnách.

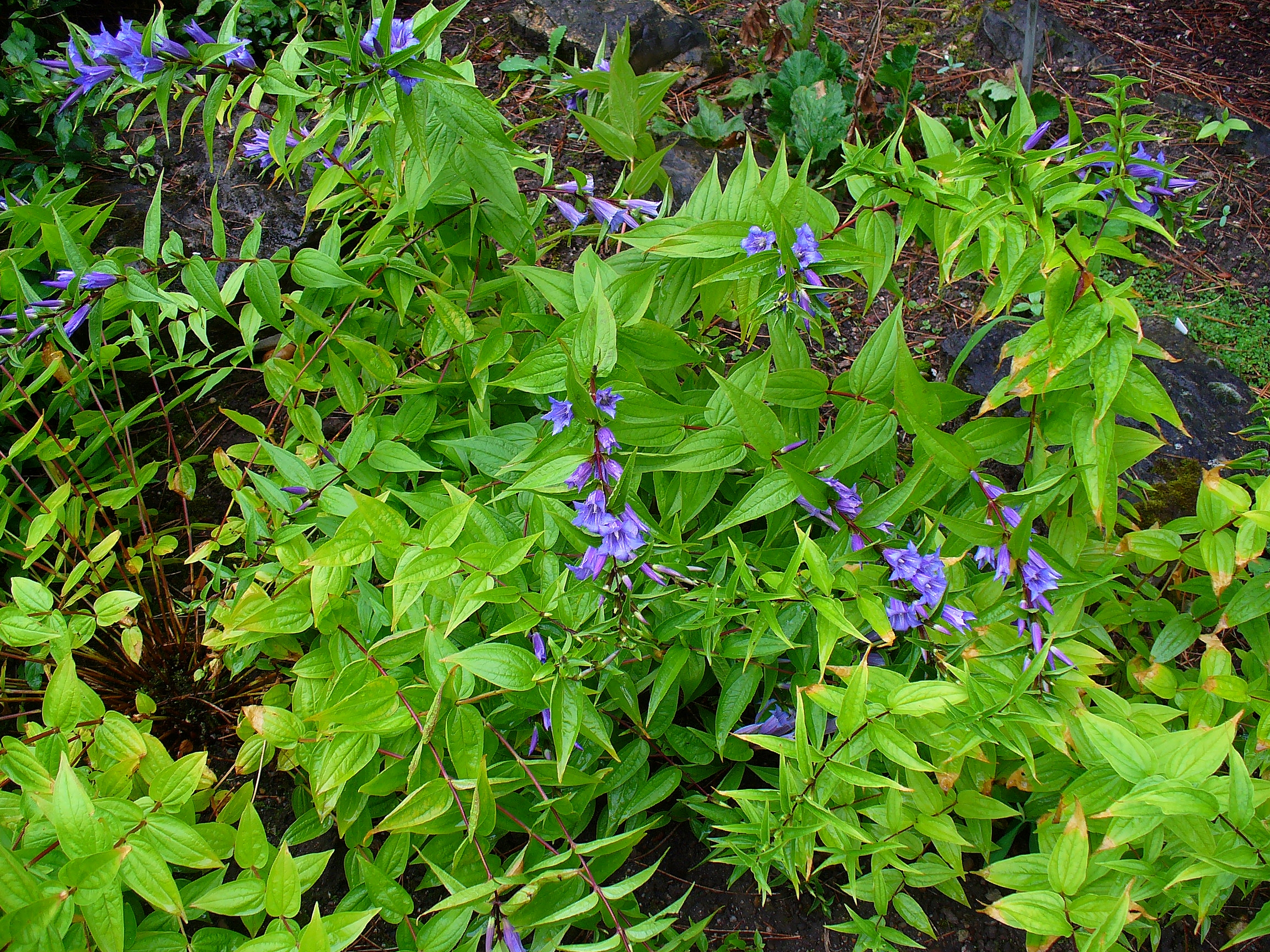
Trsy hořce tolitovitého
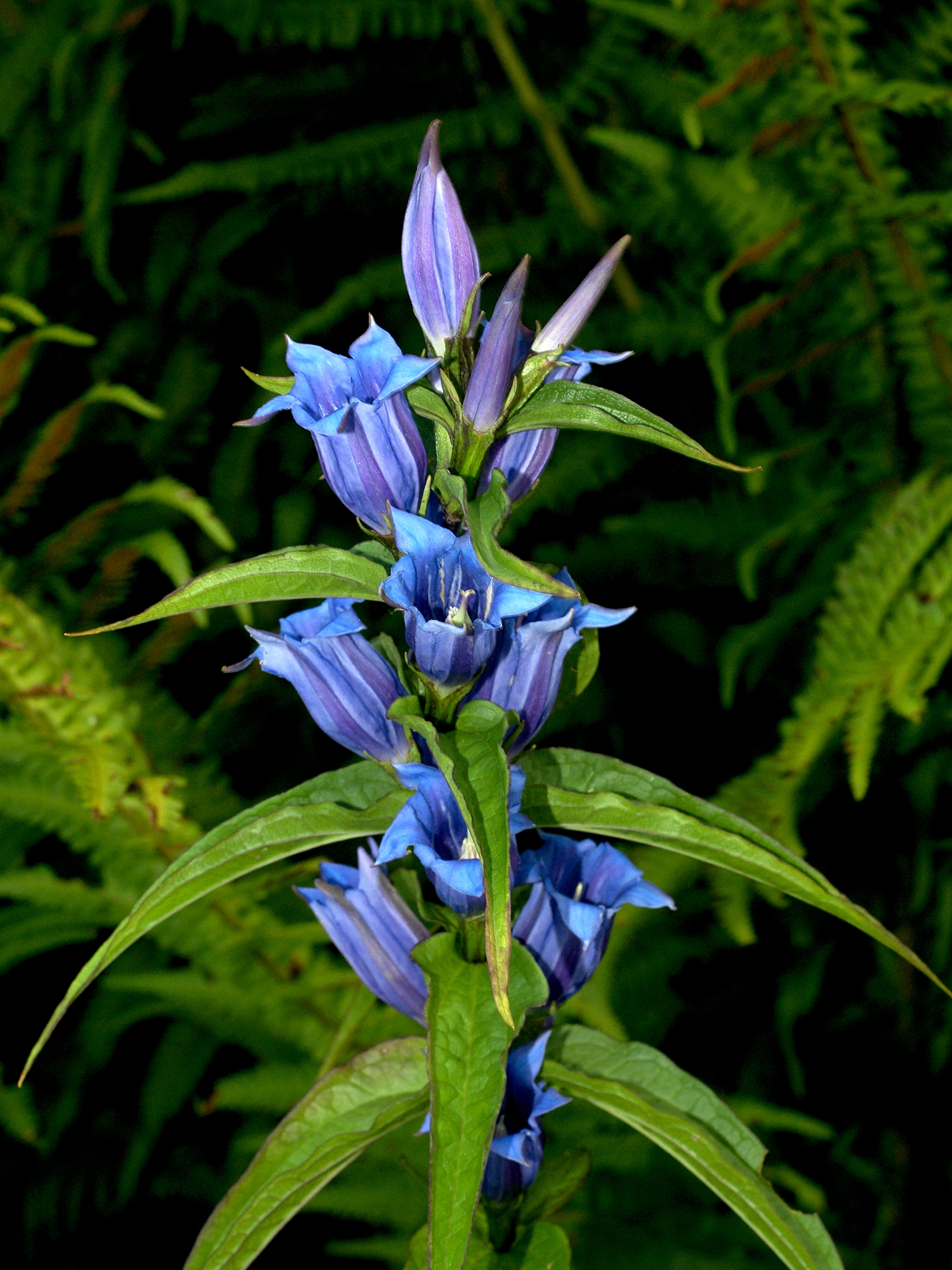
Rozvíjející se květenství
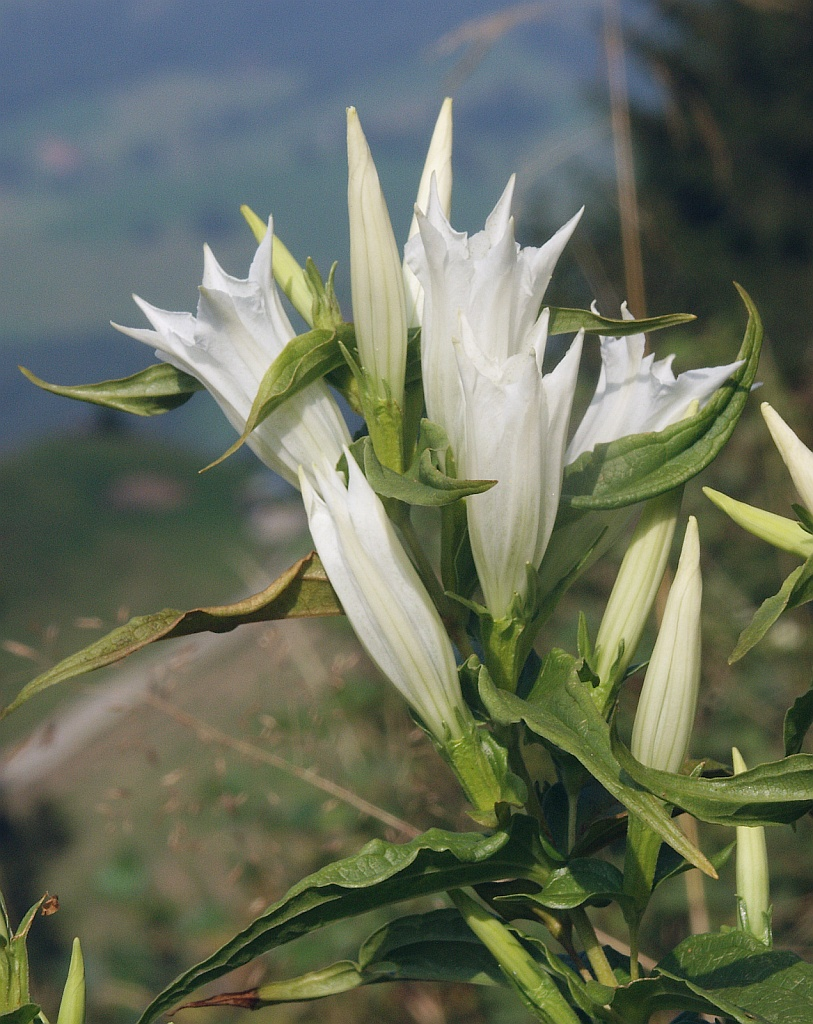
Vzácnější bělokvětá forma hořce tolitovitého
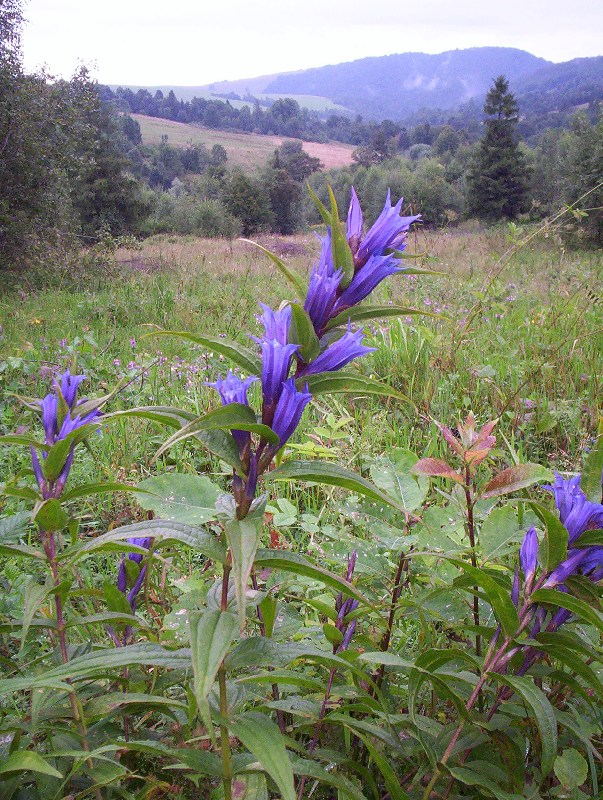
H. tolitovitý zřídka sestupuje i do nižších poloh (zde v 700 m n. m.)
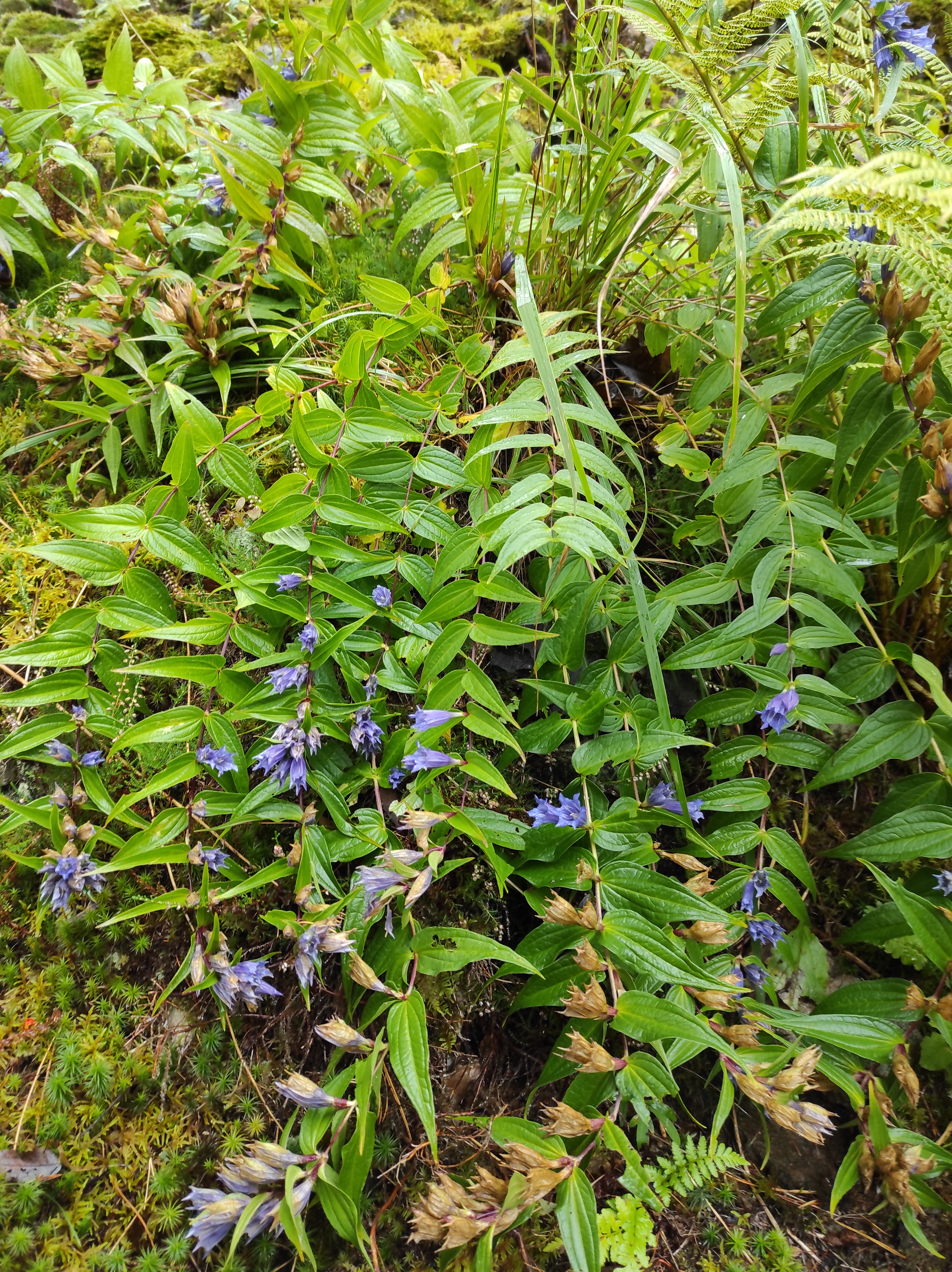
H. tolitový v Bečovské botanické zahradě